# Атыш (река)
Атыш — река в России, правый приток Лемезы. Длина около 12 км. Образуется на поверхности, течёт, образуя Атышскую поляну, затем уходит в карст, в понорах сливается с речкой Агуй, через 3—3,5 километра выходит из-под земли известным одноимённым водопадом, образует озеро диаметром 20 метров и глубиной до десяти, оттуда вытекает ручейком и метров через 200 впадает в Лемезу.
Место, где исчезает под землей ручей Атыш, башкиры назвали Атыш-Сумган, то есть «Атыш нырнул» или «Атыш провалился».
Вода Атыша, как и всякого подземного источника, постоянно имеет температуру в +4 °C.
Помимо водопада Атыш и пещеры Атыш, река известна пещерой Заповедная, где были обнаружены 20 черепов пещерных медведей.

## Данные водного реестра
По данным государственного водного реестра России относится к Камскому бассейновому округу, водохозяйственный участок реки — Сим от истока и до устья, речной подбассейн реки — Белая. Речной бассейн реки — Кама.
Код объекта в государственном водном реестре — 10010200612111100019379.